# Десант на Имперский мост
Десант на Имперский мост — тактический десант Дунайской военной флотилии по захвату стратегически важной переправы в Вене, осуществлённый 11 апреля 1945 года в ходе Венской наступательной операции во время Великой Отечественной войны.

## Замысел операции
В ходе Венской наступательной операции советские войска 2-го Украинского фронта (командующий Маршал Советского Союза Р. Я. Малиновский) и 3-го Украинского фронта (командующий Маршал Советского Союза Ф. И. Толбухин) прорвались на южную окраину Вены и с 6 апреля 1945 года начали штурм столицы Австрии. Город был заранее подготовлен к обороне, что позволило противнику (группа армий «Юг», командующий генерал пехоты Отто Вёлер) оказывать упорное сопротивление. Все мосты через Дунай в районе города были взорваны, кроме Имперского моста (Райхсбрюке). Он связывал немецкую группировку в восточной части Вены с западной, для его защиты был создан мощный укрепленный узел обороны. При этом мост был заминирован и подготовлен к взрыву. Уничтожение моста могло серьёзно затруднить продвижение советских войск, заставив с боем форсировать полноводный Дунай и вести тяжёлые бои по захвату и удержанию плацдармов. Попытки советских войск овладеть мостом 9 и 10 апреля закончились неудачей.
В этих условиях командование решило силами Дунайской военной флотилии (командующий вице-адмирал Г. Н. Холостяков) высадить десант непосредственно на оба берега Дуная у моста с задачей захватить и удержать его до подхода сухопутных частей. В десант была выделена стрелковая рота 80-й гвардейской стрелковой дивизии из состава 4-й гвардейской армии 3-го Украинского фронта (103 человека, командир — старший лейтенант Э. А. Пилосян), усиленная одной 45-мм пушкой и четырьмя станковыми пулемётами. Отряд высадки десанта состоял всего из двух бронекатеров, но для его артподдержки было выделено три бронекатера и восемь миномётных катеров (оснащённых реактивными установками). Также поддержку осуществлял Береговой отряд прикрытия флотилии (5 батарей большого и среднего калибра, 6 самоходных артиллерийских орудий) и значительное количество армейской артиллерии.
Операция была крайне сложной — катера с десантом на борту должны были на протяжении 5 километров прорываться к месту высадки по реке, оба берега которой заняты противником. При этом войска противника находились в укреплённых зданиях и бетонных дотах, располагали большим количеством танков, артиллерии и пулемётных гнёзд. На пути к цели катера должны были пройти через взорванный Венский мост, также по фарватеру находились заранее затопленные суда. Данные обстоятельства практически не позволяли катерам маневрировать, а самое главное - это заставляло осуществлять прорыв в светлое время суток, иначе корабли не смогли бы двигаться из-за многочисленных препятствий. Поскольку в условиях близкого уличного боя применение авиации для поддержки десанта было исключено (проводилась только авиационная обработка участков высадки непосредственно перед десантированием), вся тяжесть поддержки десанта возлагалась на артиллерию.

## Ход операции

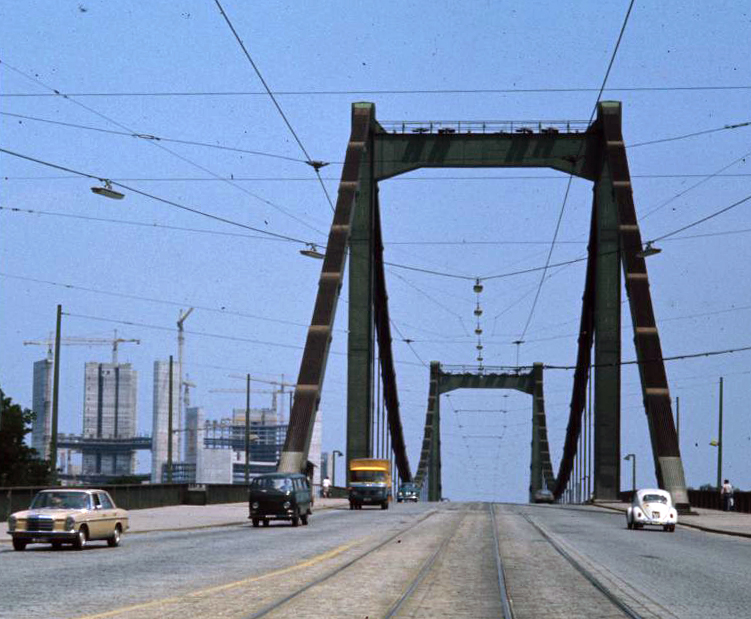
Райхсбрюке в 1975 году

Утром 11 апреля передовой отряд (пять бронекатеров из состава 2-й бригады речных кораблей, командир капитан 2-го ранга А. Ф. Аржавкин) пошёл на прорыв и с боем вышел к месту высадки. Остальные катера двигались за отрядом прорыва и уничтожали выявленные огневые точки врага. Появление днём в центре города советских катеров оказалось для немцев полной неожиданностью. Головной бронекатер поставил дымовую завесу, после чего катера высадили свои группы непосредственно у моста на обоих берегах Дуная: бронекатер № 233 лейтенанта А. Синявского высадил 53 бойца, 1 орудие, 2 пулемёта, бронекатер № 234 лейтенанта А. Третьяченко высадил 50 бойцов, 2 пулемёта, 2 противотанковых ружья. Остальные катера вели огонь в упор по огневым точкам врага. Мост был стремительно захвачен, мины на нём обезврежены.
Противник немедленно подтянул к месту боя значительные силы пехоты с танками, самоходными орудиями и миномётами. Бронекатера под шквальным огнём начали отход, при этом все они получили значительные повреждения, на борту возникли пожары, в составе экипажей 1 моряк погиб и 7 получили ранения. Тем не менее все катера вернулись на базу.
В районе моста разгорелся непрерывный бой, отличавшийся небывалой ожесточённостью. Атаки превосходящих сил немецких войск следовали одна за другой по обоим берегам реки, перекрёстный обстрел не прекращался ни на минуту. С напряжением всех сил рота держалась трое суток. Только непрерывная массированная поддержка артиллерии позволяла отбивать атаки врага. В ночь с 12 на 13 апреля по занятым противником кварталам к мосту прорвался воздушно-десантный батальон из состава 7-й гвардейской воздушно-десантной дивизии, но после этого прорыва атаки немцев достигли небывалой силы. Всю ночь шёл яростный уличный бой, что для противника было нехарактерно. Десант находился под угрозой гибели.
Утром 13 апреля сводный штурмовой отряд (командир — старший лейтенант И. Кочкин) из состава морской пехоты Дунайской флотилии прорвал оборону противника в районе Венского моста, в прорыв был введён стрелковый полк 80-й гвардейской стрелковой дивизии. С большими потерями этот отряд сумел прорваться к мосту и соединиться с десантом. Пока основное внимание противника было сосредоточено на борьбе с прорвавшимся отрядом, в брешь были введены главные силы дивизии, усиленные самоходными орудиями из 2-й гвардейской механизированной бригады. После жестокого боя они также вышли к мосту, разрезав восточную группировку врага. 16 советских САУ на большой скорости перешли по мосту и заняли круговую оборону на западном берегу, а сапёры механизированной бригады сняли взрывчатку с моста (свыше 100 зарядов). Этот момент боя стал переломным в штурме Вены. Потеряв единое управление и взаимодействие, части восточной группировки к исходу дня были уничтожены или капитулировали, а войска противника из западных районов города начали спешный отход. В ночь на 14 апреля Вена была полностью освобождена.
Личный состав десанта и катеров прорыва был награждён орденами и медалями в полном составе. Из 2-й гвардейской механизированной бригады шесть воинов (Максим Ластовский, Андрей Кульнев, Григорий Москальчук, Фёдор Минин, Андрей Золкин, Николай Борисов) за разминирование и спасение моста получили звание Героев Советского Союза.
В составе десанта на Имперский мост участвовал будущий народный артист РСФСР Георгий Юматов. В составе 7-й гвардейской воздушно-десантной дивизии в бою участвовал учёный-биолог, будущий член-корреспондент АН СССР Герой Социалистического Труда И. А. Рапопорт. О своём участии в этой операции оставил воспоминания в книге «Записки дунайского разведчика» её автор Алексей Александрович Чхеидзе.

## Память
На средства жителей Вены перед Имперским мостом установлен обелиск в честь советских воинов, ценой своей жизни спасших от разрушения эту бесценную историческую реликвию города.